# Francisco Marqués
Francisco Marqués Gener (Buenos Aires, Argentina, 24 de octubre de 1926 - 25 de mayo de 2008) fue un futbolista argentino. Jugaba de centrocampista.

## Carrera
Comenzó su carrera en el Robur, luego pasó al Atlético Ciutadella, Constancia de Inca, para luego jugar en el R. C. D. Mallorca, Real Sociedad y Burgos C. F..

## Clubes
| Club                         | País   | Año       |
| ---------------------------- | ------ | --------- |
| Club Deportivo Constancia    | España | 1947-1948 |
| Real Club Deportivo Mallorca | España | 1949-1951 |
| Real Sociedad                | España | 1951-1952 |
| Burgos Club de Fútbol        | España | 1952-1953 |